# Balińce (Ukraina)
Balińce (ukr. Балинці) – wieś na Ukrainie w rejonie kołomyjskim obwodu iwanofrankiwskiego.
Znajduje się tu przystanek kolejowy Balińce, położony na linii Kołomyja – Stefaneszty.